# Syntrophothermus lipocalidus
Syntrophothermus lipocalidus è una specie di batterio appartenente alla famiglia delle Syntrophomonadaceae.